# Bagienice Nowe
```

```

Bagienice Nowe (prononciation : [baɡʲɛˈnit͡sɛ ˈnɔvɛ]) est un village polonais de la gmina de Kuczbork-Osada dans le powiat de Żuromin de la voïvodie de Mazovie dans le centre-est de la Pologne.
Il se situe à environ 11 kilomètres au nord-est de Żuromin (siège du powiat) et à 125 kilomètres au nord-ouest de Varsovie (capitale de la Pologne).

## Histoire
De 1975 à 1998, le village appartenait administrativement à la voïvodie de Ciechanów.